# Fritz Winkhaus
Fritz Winkhaus (* 18. Januar 1865 in Oeckinghausen; † 9. Oktober 1932 in Essen) war ein deutscher Bergbauingenieur, Bergbeamter und Industriemanager.

## Leben
Fritz Winkhaus war das fünfte von elf Kindern einer traditionsreichen Unternehmerfamilie des märkischen Sauerlands. Er studierte an der Universität Marburg das Bergfach und wurde dort 1884 Mitglied des Corps Teutonia. Nach Abschluss des Studiums absolvierte er den Vorbereitungsdienst als Bergreferendar und wurde nach dem bestandenen zweiten Staatsexamen zum (königlich preußischen) Bergassessor ernannt. Er war 1894 Leiter der bergbaulichen Versuchsstrecke in Braubauerschaft. Später wurde er zum Bergrat ernannt.
Ab 1895 war er in der Privatwirtschaft als Bergwerksdirektor beim Kölner Bergwerks-Verein in Altenessen tätig. Unter seiner Leitung schloss sich der Kölner Bergwerks-Verein mit der Bergbaugesellschaft „Neu-Essen“ zusammen. Ab 1912 war er Generaldirektor des daraus hervorgegangenen Köln-Neuessener Bergwerksvereins. Im Jahr 1919 vereinigte er dieses Unternehmen mit der Zeche Radbod bei Hamm. Ab 1920 hatte Winkhaus die technische und kaufmännische Oberleitung der Zeche Radbod inne. Der 1923 abgeteufte Schacht 5 wurde ihm zu Ehren Winkhaus-Schacht genannt. Im Jahr 1930 war er maßgeblich an der Vereinigung Köln-Neuessener Bergwerksvereins mit der Hoesch AG beteiligt. Seitdem war er Mitglied des Hoesch-Vorstands, daneben nahm er zahlreiche Aufsichtsratsmandate wahr.
Winkhaus waren in unterschiedlichen Funktionen interessenpolitisch tätig. Er gehörte dem Vorstand der Industrie- und Handelskammer Essen an. Zwischen 1919 und 1923 war er Stadtrat in Essen.
Im Sommer 1917 war er an einem Gespräch zwischen führenden Unternehmern und Gewerkschaftern zur Klärung der Beziehungen zwischen Kapital und Arbeit beteiligt.
Er war von 1925 bis 1927 Vorsitzender im Verein für die bergbaulichen Interessen im Oberbergamtsbezirk Dortmund. Als solcher war er auch Vorsitzender des Zechenverbands. Er gehörte ab 1928 der Ruhrlade an. Auch im Vorstand des Reichsverband der Deutschen Industrie war er vertreten.